# 山田野理夫
山田 野理夫（やまだ のりお、1922年7月16日- 2012年1月24日）は、日本の小説家、詩人。
宮城県仙台市出身。本名・徳郎（のりお）。東北大学文学部で、国史を専攻し、農林省統計調査員、宮城県史編纂委員、東北大学付属農学研究所員などを経て作家へ。1962年『南部牛追唄』で第6回農民文学賞を受賞。東北地方、みちのく、特に岩手県をテーマにすることが多い。
2012年1月24日、急性心不全のため死去。89歳没。

## 著書
- 『ガラシヤ夫人 美しい殉教の人』岩崎書店 1959(少国民の偉人物語文庫)
- 『宮城の民話』未來社(日本の民話)　1959
- 『魯迅 新しい世界の文豪』岩崎書店(少国民の偉人物語文庫) 1960
- 『相撲 横綱から呼出しまで』ダヴィッド社 1960
- 『夕暮夫人』東京信友社 1961
- 『南部牛追唄』東京信友社(センチュリィブックス) 1961
- 『アルプスの民話』潮文社 1962  のち潮文社新書
- 『海と湖の民話』潮文社 1962
- 『魯迅伝 その思想と遍歴』潮文社 1964
- 『日本怪談集 その愛と死と美』潮文社新書 1967
- 『函館』東出版 1968
- 『わが妻うつくし うたびとの妻の記録』秋元書房 1968
- 『切支丹研究』鷺の宮書房 1968
- 『靖国神社 日本鎮魂歌』東出版 1968
- 『日本妖怪集』1－2 潮文社新書 1969
- 『禅の美』鹿島研究所出版会 1969
- 『宮沢賢治 その文学と宗教』潮文社新書 1969
- 『伊達騒動』新人物往来社 1970
- 『実録柳生宗矩』潮文社 1971
- 『三島由紀夫死の美学』フォトにっぽん社 1971
- 『史実・新平家』フォトにっぽん社 1972
- 『奥羽の幕末』宝文館出版 1972
- 『ふるさとの民話 憶い出のいろり端から』星光社 1972
- 『天にかえったジュリア』太平出版社(母と子の図書室) 1973
- 『伊達政宗』椿書院(日本人物誌) 1973
- 『山と湖の民話 山の声・湖の声から』星光社 1973
- 『花と愛の民話 花の香り・愛の呟きから』星光社 1973
- 『おばけの民話 幻の園・闇の声から』星光社 1973
- 『海と星の民話 海の音・星のまたたきから』星光社 1973
- 『遠野物語の人 わが佐々木喜善伝』椿書院 1974
- 『東北怪談の旅』自由国民社 1974
- 『みちのく伝説集』創樹社 1974
- 『宮城歴史散歩 伊達総模様』創元社 1974
- 『岩手歴史散歩 みちのくの史と詩』創元社 1975
- 『歴史家喜田貞吉』宝文館出版 1976
- 『山田野理夫詩集』宝文館出版 (昭和詩大系) 1976
- 『よいさよいさ』太平出版社 1976 (挿絵:大海赫)
- 『柳田国男の光と影 佐々木喜善物語』農山漁村文化協会 1977
- 『怪談の世界』時事通信社 1978
- 『東北戦争』教育社歴史新書 1978
- 『東京きりしたん巡礼』東京新聞出版局 1982
- 『荒城の月 土井晩翠と滝廉太郎』恒文社 1987
- 『日本音紀行 その民俗学』朝文社 1993
- 『山田野理夫 東北怪談全集』荒蝦夷 (叢書東北の声) 2010

共著
- 『きりしたんの愛と死 その歴史と風土』助野健太郎共編著 東出版 1967
- 『おばけ文庫』（全12巻）太平出版社 1976(母と子の図書室)
- 『お笑い文庫』（全12巻）太平出版社 1977(母と子の図書室)
- 『妖怪魔神精霊の世界』自由国民社 1977（山室静らとの共著）

### 現代語訳
- 『八犬伝』全8巻（曲亭馬琴原作）太平出版社 1985－87
- 『椿説弓張月』上下（馬琴原作）教育社新書 1986